# L'ultimo treno
L'Ultimo treno (Edges of the Lord) è un film del 2001 diretto da Yurek Bogayevicz.
Il film, di produzione polacco-statunitense, uscì in Polonia il 12 ottobre 2001 e nelle sale italiane il 24 maggio 2002.

## Trama
Cracovia, 1943 - I nazisti occupano la Polonia. Per salvarlo dai nazisti, una coppia di intellettuali ebrei invia il loro figlio di 11 anni Romek a una famiglia di contadini, nella quale viene presentato da Gniecio come un lontano cugino. Non appena arriva, Romek scopre l'odio di Władek per lui. La famiglia ha difficoltà ad accoglierlo, tuttavia Tolo, il figlio più giovane di Gniecio, diventa rapidamente amico di Romek.
Ancora una volta i bambini devono affrontare la tirannia dei nazisti. Ad esempio, osservano come i tedeschi costringano il prete, il cui nome non viene rivelato durante il film, a catturare in modo umiliante alcuni maiali per salvare la vita di due persone (colpevoli di aver nascosto questi maiali ai nazisti), cosa che non riesce a fare. L'odio di Vladek per Romek si intensifica quando la sua ragazza, Maria, rompe con lui per stare con Romek. Solo quando il padre di Władek viene ucciso in città, lui e Romek si riconciliano e diventano amici.
Il sacerdote regala ai bambini un gioco apostolico come "esercizio" per la loro prima comunione. Da quel momento in poi, Tolo non sarà più lo stesso: crea parallelismi con la sua vita e quella di Gesù e alla fine crede di essere lui stesso Gesù, destinato a sacrificarsi. Ossessionato dalla sua "missione" si fa crocifiggere a un albero, credendo che questo riporterà indietro il suo defunto padre. Arriva a indossare anche una corona di spine e persino ballare nudo sotto una bufera.
Il villaggio è vicino a una pista che porta ad ovest ad Auschwitz. In risposta alla frase "E avresti dovuto essere su questi treni molto tempo fa", Romek va su questa linea ferroviaria e viene a sapere cosa sta succedendo agli ebrei . Il giorno dopo va dal prete e scopre involontariamente che il vicino Kluba sapeva dei suoi veri genitori e che Kluba era l'assassino del padre di Władek.
Dopo una discussione con Robal - il figlio di Kluba - Władek e Romek lo seguono nella foresta di notte per scoprire cosa fa ogni notte: rapinare gli ebrei che sono fuggiti dai treni. Un'osservazione di Romek fa sospettare a Robal che Romek sappia più di quanto dovrebbe. Si scatena breve rissa e Robal violenta Maria. indifesa e semincosciente.
Dopo la confessione al sacerdote, Vladek e Romek seguono nuovamente Robal, questa volta armati. Fuori di sé per l'omicidio di suo padre e lo stupro di Maria, Władek spara finalmente a Robal e ottiene la sua vendetta. Il rumore risultante attrae i tedeschi. Władek riesce a scappare, ma Romek reagisce un attimo troppo tardi e viene scoperto dai tedeschi. L'ufficiale nazista fraintende completamente la situazione: pensa che Romek stia derubando gli ebrei e lo porta nel punto più vicino dove gli ebrei vengono caricati sui treni. Là viene incaricato cercare gli ebrei per oggetti di valore per il piacere dei nazisti, orgogliosi delle "gesta" del piccolo contro i giudei. Władek, che è venuto ad aiutare Romek, viene catturato da un soldato tedesco e liberato da Romek, che afferma ai nazisti che Władek lo ha aiutato nella foresta. Poco dopo, Tolo appare tra la folla e, deciso a sacrificarsi come il Cristo redentore, nega consapevolmente ai nazisti qualsiasi relazione o conoscenza con gli altri due ragazzi e viene caricato sul treno, il che significa per lui morte certa. Władek e Romek osservano impotenti il treno dirigersi verso il crudele destino di Tolo.
Il film si conclude con la comunione dei bambini rimasti e un segreto atto di tolleranza del sacerdote nei confronti di Romek: è l'unico a non ricevere un'ostia consacrata sulla lingua, ma un residuo dell'ostia, un segno di rispetto verso la sua vera origine ebrea.